# Chinatown (Kobe)
Pour les articles homonymes, voir Chinatown.
Après la réouverture des ports japonais en 1853, les commerçants étrangers foulent de nouveau le sol nippon. Plusieurs communautés étrangères s'installent alors à Kobe, une ville portuaire en pleine expansion avant la période du sakoku, la fermeture du pays aux étrangers de 1641-1853.

## Historique

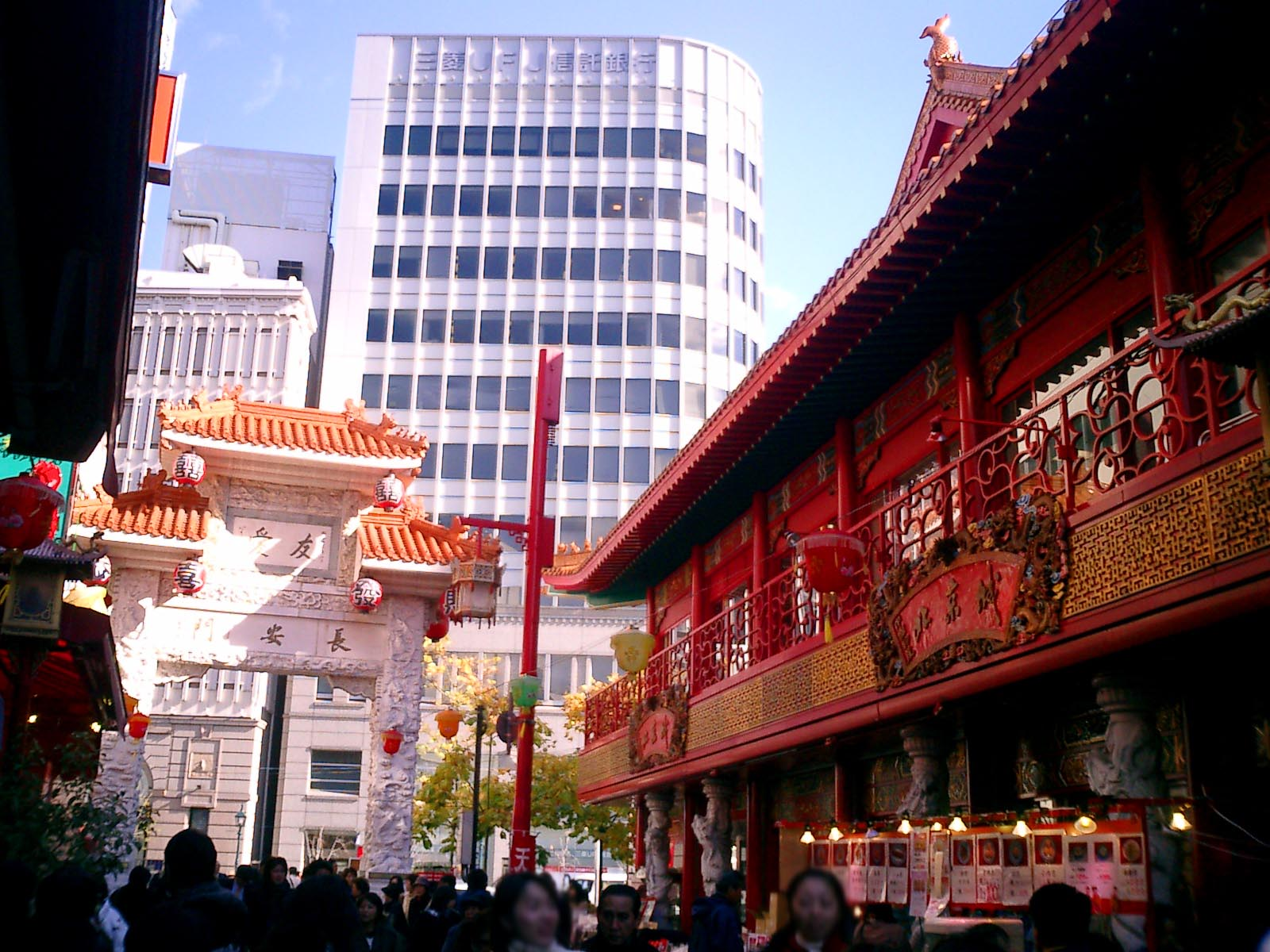
La porte Chang'an, Nakinmachi, Kobe.

En 1868, la petite enclave chinoise développée à proximité du port de Kobe adopte le nom de Nankin-machi (南京町), littéralement « la ville de Nankin », les marchands chinois étant désignés par la population locale comme « les gens de Nankin ».
Trois arches délimitent Nankinmachi : la porte Changan à l'est, la porte Xian à l'ouest et la porte Nanluo au sud. Il n'y a pas d'arche à l'entrée nord qui est gardée par une paire de lions. Un pavillon gravé des douze signes du zodiaque marque le croisement des axes nord-sud et est-ouest de Nankinmachi. L'endroit est souvent choisi par les visiteurs pour prendre du repos, et est aussi très photographié.